# 宇宙 (系统)

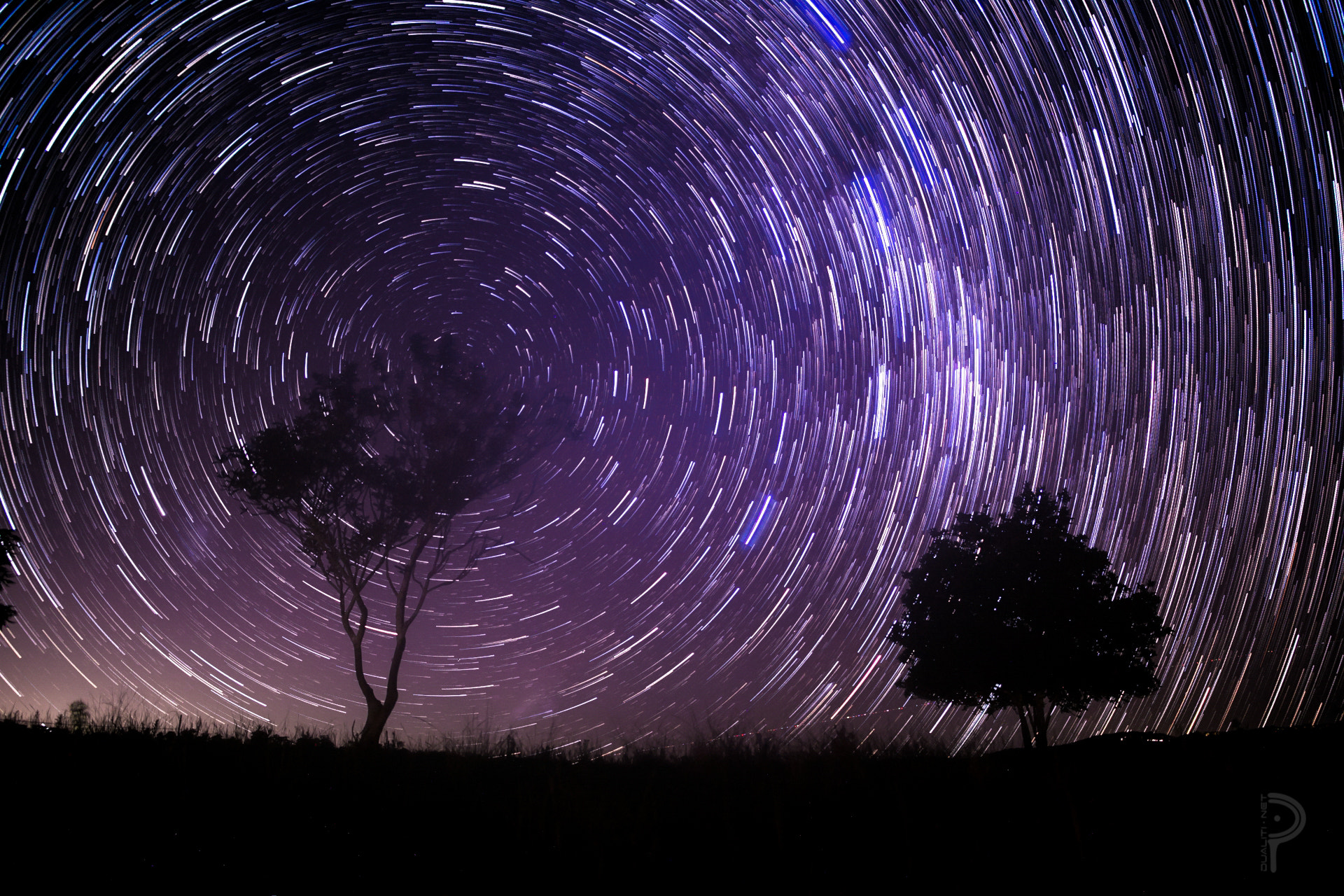
夜空中旋转的星星

宇宙（英语：Cosmos）是人类对于客观宇宙（英語：Universe）所理解的产物。
一般来说，英语詞「cosmos」所表示的是一个有序且和谐的系统。它源自于古希腊语詞「κόσμος（kosmos）」，原義是秩序或装饰，於混乱（chaos）的概念正好相反。但相對客觀宇宙不必然允含有序且和諧的意味。汉语中的宇宙表示上下四方为宇，古往今来为宙。
现今这个词经常作为源自于拉丁语的Universe（宇宙）的同义词，具體的分別是宇宙指謂的是外延，宇宙 (系統)指內涵。

## 宇宙的特性
空间
时间
基本作用力
- 相对论

寻求统一
宇宙的定义